# Paolo Beruatto
Paolo Antonello Beruatto (Cuorgnè, 2 gennaio 1957) è un allenatore di calcio ed ex calciatore italiano, di ruolo difensore, collaboratore tecnico della Juventus.

## Biografia
Sposato con Giovanna Colombin, è padre di quattro figli: Giulia; Andrea che ha intrapreso la carriera da attore; Pietro anch'egli calciatore; e Greta, la più piccola, modella e Miss Toscana 2020, nonché finalista di Miss Italia 2020.

## Carriera

### Giocatore

#### Calcio
Cresciuto nel Torino, esordì in Serie A con l'Avellino, dove arrivò nel mercato di riparazione novembrino del 1978: lo prelevò il vulcanico presidente Sibilia dal Monza, dove il ventunenne si era messo in luce. Particolare curioso ricordato più volte dall'ex-calciatore è che il contratto fu firmato sul cofano dell'auto del "cummenda" di Mercogliano, a Coverciano.
Nell'estate del 1980 l'Avellino lo prestò al Milan, con cui disputò 5 amichevoli in una tournée australiana.
Tornò poi al Torino, dove visse la più duratura esperienza professionale militandovi per sei stagioni, e per tre anni alla Lazio, concludendo la carriera nel Mantova.

### Allenatore
Nei sei anni successivi al suo addio al calcio si è dedicato al settore giovanile della Lazio. Ha anche allenato in Serie C1 ed in Serie C2. In quest'ultima categoria ha allenato la SPAL nel campionato 2005-2006.
Dal 2007 al 2009 guida la squadra umbra del Gualdo, precipitata nel 2006 dal professionismo al campionato di Eccellenza a causa di gravi problemi societari.
Nel novembre 2009 viene chiamato ad allenare la squadra della Voluntas Spoleto, sempre nel campionato di Eccellenza umbra, per sostituire l'esonerato Vincenzo Conti.
Il 6 agosto 2010 viene ufficializzato il suo ingaggio da parte del Palermo come allenatore della formazione Primavera; va a sostituire Rosario Pergolizzi. Il piazzamento finale della squadra è il quinto posto. A fine stagione non viene confermato dalla società rosanero e passa a guidare la formazione degli Allievi Nazionali della Sampdoria, con cui vince lo scudetto alla prima stagione.
Il 19 giugno entra nello staff tecnico di Gennaro Gattuso, nuovo allenatore del Palermo, in qualità di collaboratore tecnico, tornando così dopo due stagioni nella società rosanero. Lascia la squadra dopo l'esonero dell'ex Campione del mondo.

## Statistiche

### Presenze e reti nei club
| Stagione        | Squadra         | Campionato      | Campionato | Campionato |
| Stagione        | Squadra         | Comp            | Pres       | Reti       |
| --------------- | --------------- | --------------- | ---------- | ---------- |
| 1972-1973       | Torino          | A               | 0          | 0          |
| 1973-1974       | Asti MaCoBi     | D               | 2          | 0          |
| 1974-1975       | Ivrea           | D               | 20         | 2          |
| 1975-1976       | Monza           | C               | 4          | 0          |
| 1976-1977       | Monza           | B               | 27         | 1          |
| 1977-1978       | Monza           | B               | 31         | 0          |
| lug.-ott. 1978  | Monza           | B               | 4          | 0          |
| Totale Monza    | Totale Monza    | Totale Monza    | 66         | 1          |
| ott. 1978-1979  | Avellino        | A               | 12         | 0          |
| 1979-1980       | Avellino        | A               | 29         | 1          |
| 1980-1981       | Avellino        | A               | 29         | 0          |
| Totale Avellino | Totale Avellino | Totale Avellino | 70         | 1          |
| 1981-1982       | Torino          | A               | 29         | 1          |
| 1982-1983       | Torino          | A               | 26         | 1          |
| 1983-1984       | Torino          | A               | 28         | 2          |
| 1984-1985       | Torino          | A               | 20         | 0          |
| 1985-1986       | Torino          | A               | 26         | 0          |
| 1986-1987       | Torino          | A               | 21         | 0          |
| Totale Torino   | Totale Torino   | Totale Torino   | 150        | 4          |
| 1987-1988       | Lazio           | B               | 35         | 1          |
| 1988-1989       | Lazio           | A               | 28         | 0          |
| 1989-1990       | Lazio           | A               | 10         | 0          |
| Totale Lazio    | Totale Lazio    | Totale Lazio    | 73         | 1          |
| 1990-1991       | Mantova         | C1              | 30         | 0          |
| 1991-1992       | Mantova         | C2              | 7          | 0          |
| Totale Mantova  | Totale Mantova  | Totale Mantova  | 37         | 0          |
| Totale carriera | Totale carriera | Totale carriera | 418        | 9          |

## Palmarès

### Giocatore

#### Calcio

##### Competizioni nazionali
- Campionato italiano Serie C: 1

Monza: 1975-1976 (girone A)

##### Competizioni internazionali
- Coppa Anglo-Italiana: 1

Monza: 1976

### Allenatore

#### Competizioni nazionali
- Serie C2: 1

Viterbese: 1998-1999
Sampdoria [scudetto allievi nazionali 2011/2012]